# Lafystidae
Lafystidae är en familj av kräftdjur. Lafystidae ingår i ordningen märlkräftor, klassen storkräftor, fylumet leddjur och riket djur.
Familjen innehåller bara släktet Lafystius.